# Ірена Ласієвська
Ірена Ласієвська(англ. Irena Lasiecka) — польсько-американська математикиня, видатна професорка математики університету та завідувачка кафедри математики Мемфіського університету. Вона також є співредактором двох наукових журналів Applied Mathematics & Optimization та Evolution Equations & Control Theory .
Ласієвська отримала ступінь доктора філософії. В 1975 році у Варшавському університеті під керівництвом Анджея Вежбіцького. У 2014 році вона стала стипендіатом Американського математичного товариства «за внесок у теорію керування рівняннями в частинних похідних, наставництво та послуги професійним товариствам».
Її спеціальними сферами дослідження є диференціальні рівняння в частинних похідних і пов'язана з ними теорія керування, нелінійні часткові часткові часткові частки, теорія оптимізації, варіаційне числення та гранична стабілізація.

## Молодість і освіта
Ірена Ласієвська народилася та виросла в Польщі, де отримала початкову освіту з математики. Вона багато років вивчала математику у Варшавському університеті, де в 1972 році здобула ступінь магістра наук із прикладної математики. Через кілька років вона отримала ступінь доктора філософії в тому ж університеті за тією ж спеціальністю.

## Викладання
Отримавши ступінь доктора філософії, Ласієвська почала передавати свої знання з прикладної математики іншим. Її перша викладацька робота була в Польській академії наук у 1975 році, а через кілька років вона вирушила до Сполучених Штатів, викладаючи в Каліфорнійському університеті в Лос-Анджелесі . Відтоді вона викладає в США. Нижче наведено таблицю з переліком закладів, у яких Ласієвська була викладачкою.

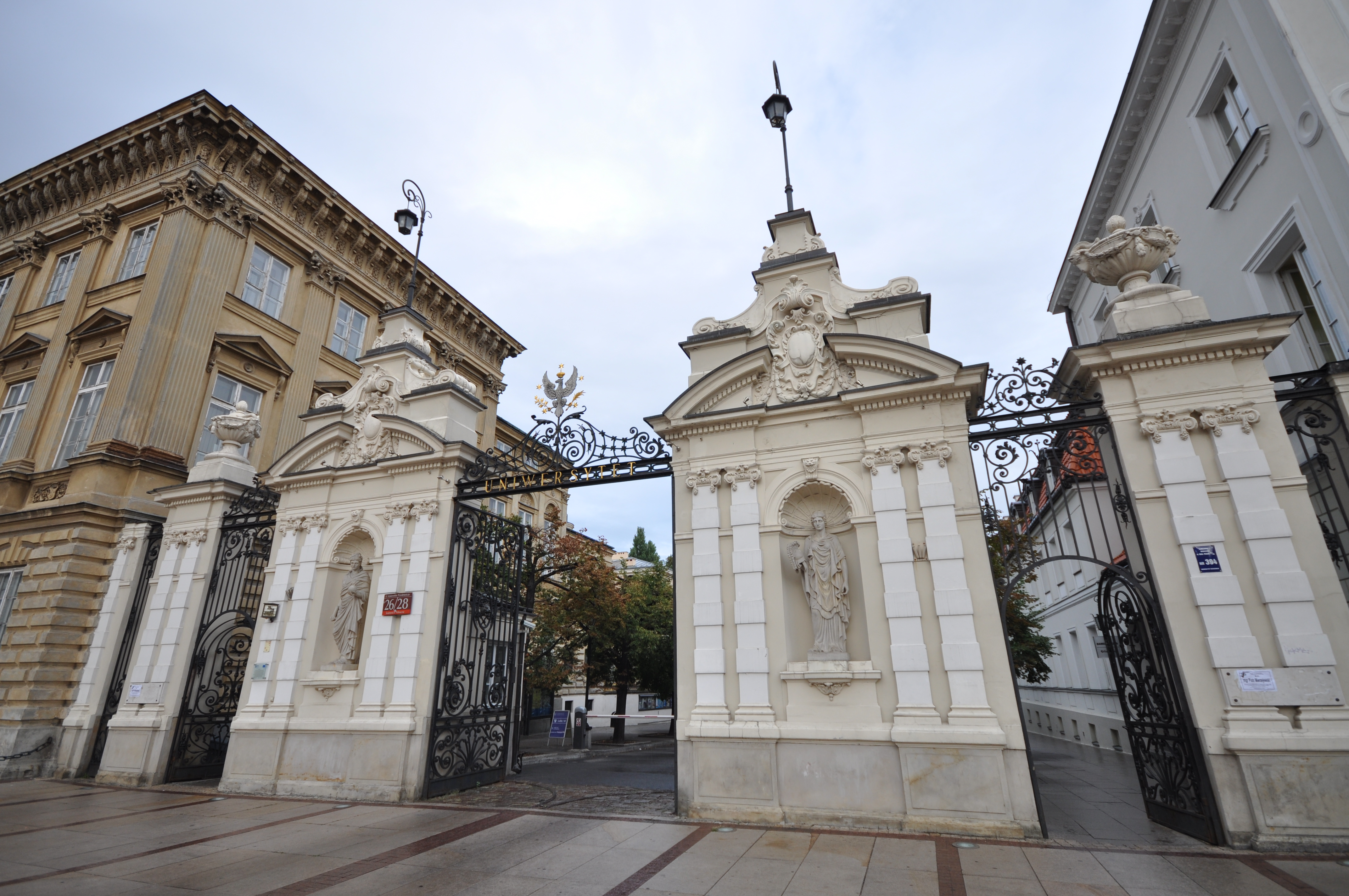
Варшавський університет, де багато років навчалася Ірена Ласецька.

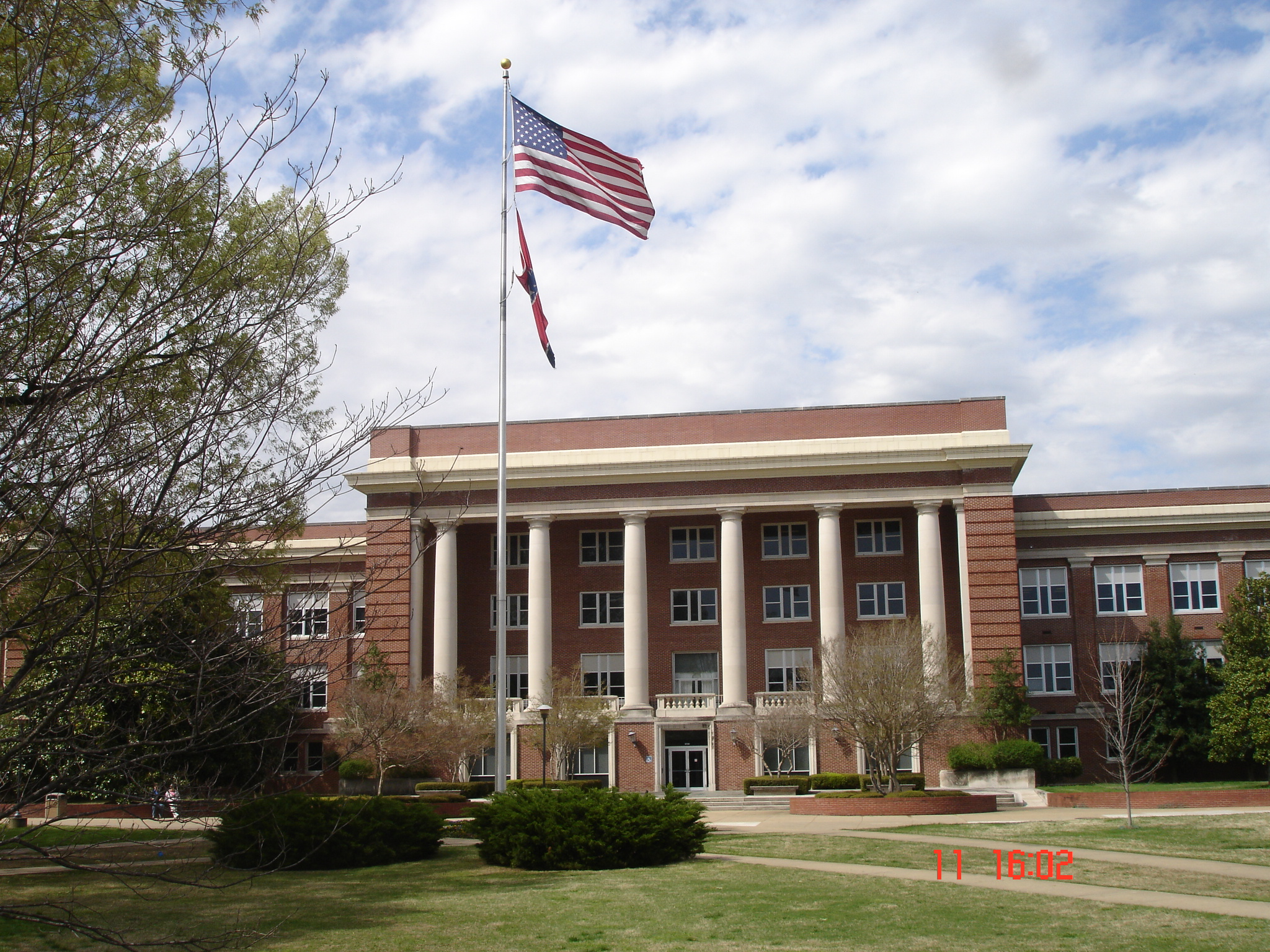
Університет Мемфіса, де Ласецька зараз викладає.

| Університет                               | Розташування школи          | Роки         | Територія університету                      | Статус |
| Польська академія наук                    | Варшава, Польща             | 1975–1980    | Інститут теорії управління                  | Доцент |
| Каліфорнійський університет, Лос-Анджелес | Лос-Анджелес, Каліфорнія    | 1977–1980    | Інститут системних наук                     | Докторант 1977—1979; Запрошений доцент, 1979—1980                                                                                                 |
| Університет Флориди                       | Гейнсвіль, Флорида          | 1980–1987    | Математичне відділення                      | асистент, 1980—1981; доцент, 1981—1984; Професор, 1984—1987 рр                                                                                    |
| Університет Вірджинії                     | Шарлотсвіль, штат Вірджинія | 1987–2013    | Кафедри прикладної математики та математики | кафедри прикладної математики, професор, 1987—1998 рр.; кафедри математики, професор 1998—2011 рр.; Професор математики Співдружності, 2011–тепер |
| Університет Мемфіса                       | Мемфіс, Теннессі            | 2013–дотепер | Кафедра математики, каф                     | Заслужений професор університету |

## Напрями вивчення прикладної математики

### Оптимізація
Оптимізація — це математична практика знаходження максимального або мінімального значення для певної функції. Вона має багато реальних застосувань і є звичайною практикою для людей різних професій. Економісти та бізнесмени використовують це для максимізації прибутку та мінімізації витрат, будівельник може використовувати її для мінімізації кількості матеріалів для даного квадратного метра площі, а фермер може використовувати її для максимізації врожайності. Загальні максимізації — це площі, обсяги та прибутки, а загальні мінімізації — відстані, час і витрати.
Приклад оптимізації: домовласник має 1600 футів огорожі та хоче відгородити прямокутний двір, який межує з будинком. Біля будинку немає огорожі. Які розміри будинку, що має найбільшу площу?
У цій задачі ми повинні знайти таку довжину та ширину огорожі, яка створила б найбільшу площу. Отже, якщо «y» означає довжину, а «x» означає ширину, ми можемо припустити, що xy=A. Однак, оскільки ми маємо лише дві ширини, наше рівняння має виглядати:
2x+y=1600
Набагато легше розв'язати це рівняння, якщо воно в термінах однієї змінної, тому ми можемо позбутися y, виразивши його через x. Отже, y=-2x+1600. Тепер ми можемо підключити його до A=xy.
xy=x(-2x+1600)
Це дорівнює -2x²+1600x.
Далі візьміть похідну цього рівняння та знайдіть критичні числа.
A'(x)=-4x+1600x
Це дасть критичне число x=400
Це означає, що дві ширини (x) = 400 футів огорожі, а довжина (y) становить 800 футів огорожі, що дає максимальну площу 1200 футів.
Ласієвська використовує ту саму стратегію для оптимізації диференціальних систем, які є рівнянням, що зв'язовує функцію з її похідними. Вона багато писала про цю тему у своїй спільній роботі "Методи оптимізації в рівняннях з частинними похідними ".

### Теорія керування
Теорія керування є одним із головних напрямків дослідження Ірени Ласецької. Вона починає свою книгу «Математична теорія керування зв'язаними PDE» з опису того, що таке теорія керування. Вона стверджує: «Класична точка зору, прийнята при вивченні диференціальних рівнянь, полягала в (пасивному) аналізі еволюційних властивостей, які демонструє конкретне рівняння або клас рівнянь у відповідь на задані дані. Теорія управління, однак, впроваджує активний режим синтезу у вивченні диференціальних рівнянь: прагне вплинути на їх динамічну еволюцію шляхом вибору та синтезу відповідних даних (вхідних функцій або функцій керування) з попередньо призначеного класу, щоб досягти попередньо визначеного бажаного результату або продуктивність.»
Простіше кажучи, теорія керування — це здатність впливати на зміни в системі, те, що змінюється з часом. Щоб краще зрозуміти це поняття, корисно знати кілька ключових фраз. Стан — це представлення того, що система робить у даний момент, динаміка — це те, як змінюється стан, еталон — це те, що ми хочемо, щоб система робила, вихід — це вимірювання системи, вхід — це керуючий сигнал, а зворотний зв'язок — це відображення виходів на входи. Це можна застосувати до багатьох аспектів реального життя, особливо в різних галузях техніки, які зосереджені на контролі змін у своїй галузі. Хорошим прикладом теорії керування, застосованої до реального світу, є щось таке просте, як термостат. Вихідним сигналом у цій системі є температура, а керування вмикає або вимикає диск або встановлює вищу чи нижчу температуру.
Ласієвська використовує цю теорію для подальшого розуміння диференціальних рівнянь з частинними похідними . Вона намагається відповісти на запитання, як скористатися перевагами моделі, щоб покращити продуктивність системи. Ця ідея пов'язана з її бажанням зрозуміти математичні розв'язки проблем коректності та регулярності, стабілізації та стабільності та оптимального керування для проблем із кінцевим або нескінченним горизонтом, а також існування та унікальності пов'язаних рівнянь Ріккаті . У математичній теорії управління пов'язаними PDE Ласецька вивчає цю концепцію через хвилі та гіперболічні моделі. Ця книга була написана для того, щоб «допомогти інженерам і фахівцям, які займаються матеріалознавством і аерокосмічною технікою, вирішити фундаментальні теоретичні проблеми керування. Прикладні математики та інженери-теоретики, які цікавляться математичним кількісним аналізом, знайдуть цей текст корисним.»

## Нагороди та відзнаки
- Високоцитований дослідник С.І
- Нагорода Варшавського університету, 1975, для доктора філософії. дисертація
- Нагорода Польської академії наук, 1979, за загальний науковий внесок
- Нагорода за розширення творчості Національного наукового фонду, 1987
- Нагорода Silver Core від Міжнародної федерації з обробки інформації (IFIP), 1989
- Нагорода університетської дослідницької ініціативи від AFOSR, 1989—1992
- Лекції Баррета — головний викладач, Університет Теннессі, березень 1997 р.
- Почесний викладач IEEE 1999—2002
- Конференція CMBS-NSF, головний викладач, математична теорія управління пов'язаними PDE, Університет Небраски, 4–9 серпня 1999 р.
- Видатний запрошений вчений, Техаський технічний університет, березень 2000 р
- Основні лекції: Осіння школа з еволюційних рівнянь, Тренто, Італія, листопад 2002 р.
- Стипендіат IEEE з почесною відзнакою: За внесок у системи контролю кордонів, з 2004 року
- Призначений до Міжнародної консультативної ради Польської академії наук, 2006 р
- Нагорода за технічні досягнення з посиланням: «за видатний внесок у нелінійний математичний аналіз і управління», 22 червня 2006 р., Будапешт, Угорщина, ICNPAA — Міжнародний конгрес з нелінійного аналізу та застосувань
- Призначений до номінаційного комітету для висунення кандидатів на премію Японії в галузі науки і техніки 2008 (24), 2009, 2010, 2011
- Присвоєно почесне звання запрошеного професора Європейського Союзу у Варшавському університеті, Польща, літо 2010 р.
- Головний викладач, нелінійні гіперболічні часткові часткові деталі, дисперсійне і транспортне рівняння (HCDTE), 7 лекцій, SISSA, Трієст, травень-червень 2011 р.
- Літня школа основного викладача, Лінійна та нелінійна еволюції, Стамбул, Університет Коч, липень 2011 р., 4 лекції
- SIAM 2011 WT та премія Ідалії Рейд за внесок у диференціальні рівняння та теорію керування. Ця нагорода принесла Ласікові 10 000 доларів США за фундаментальний внесок у теорію керування та оптимізації, зокрема за роботу в динамічних системах, керованих рівняннями в частинних похідних, та їх застосування.[14]
- Внесено StateStats.org до 26 найкращих жінок-професорів у Вірджинії, 9 травня 2013 р.[14]
- Професор математики Співдружності, станом на серпень 2011 р. (наділена кафедра), Університет Вірджинії
- Одержувач президентського професора наук, Варшава, Президентський палац, 9 жовтня 2012 р.
- Головний викладач Останні досягнення в PDE з застосуванням, Міланський університет, Мілан, 17–21 червня 2013 р.
- Почесна лекція Елліса Б. Стауфера, кафедра математики, Канзаський університет . 3 грудня 2013 року.
- Лекція SIAM Reid Prize, Hyatt Regency, Балтімор, липень 2011 р.
- Пленарний доповідач на HYP-RIO 2014, IMPA, Ріо-де-Жанейро, 26 липня — 1 серпня 2014 р.
- Пленарний спікер SIAM-SEAS, Університет Алабами в Бірмінгемі, Алабама, 20–25 березня 2015 р.
- Нагороджений Почесним членом Колегії видатних вчених Фонду Костюшко -2014
- Призначений до стипендіатів AMS 2015 року за внесок у теорію управління PDE, наставництво та послуги професійним товариствам.
- Пленарний доповідач на конференції IMACS з нелінійних еволюційних рівнянь і хвильових явищ, Центр Джорджії, Університет Джорджії, 1–04 квітня 2015 р.
- Пленарний доповідач на лекційному семінарі в Обервольфаху Математична теорія взаємодії потоку та рідини, Обервольфах, Німеччина, 21–26 листопада 2016 р.
- Пленарна лекція на конференції «Шляхи в математичній теорії управління», Турин, Італія, 27 лютого 2018 р.
- Нагороджений {\bf SIAM Fellow} -2019 із цитуванням {\it За фундаментальний внесок у теорію керування диференціальними рівняннями в частинних похідних та їх поширення через численні запрошені доповіді, адміністративні посади в професійних товариствах та наставництво багатьох аспірантів і аспірантів. }[15]
- Пленарний доповідач на ETAMM 2018 [Нові тенденції в прикладній математиці та механіці], Краків, 18 червня 2018 р.
- Американська рада з автоматичного керування AACC-IFAC присудила нагороду Richard E. Bellman Control Heritage Award у 2019 році з відзнакою {за внесок у теорію граничного керування системами з розподіленими параметрами}

## Публікації (книги)
1. Диференціальні та алгебраїчні рівняння Ріккаті із застосуваннями до задач керування границею/точкою: неперервна теорія та теорія апроксимації (разом з Р. Тріггіані), Springer Verlag, конспект лекцій 164, 1991, 160 стор.
2. Дослідницька монографія, Deterministic Control Theory for Infinite Dimensional Systems, vols. I та II (разом з Р. Тріджіані) Енциклопедія математики, Cambridge University Press, 1999.
3. Дослідницька монографія «Stabilization and Controllability of Nonlinear Control Systems Governed by Partial Differential Equations» (разом з Р. Тріджіані) готується за контрактом з Kluwer Academic Publishers.
4. Конспекти лекцій NSF-CMBS: Математична теорія керування зв'язаними PDE, SIAM, 2002.
5. Functional Analytic Methods for Evolution Equations (у співавторстві з G. Da Prato, A. Lunardi, L. Weis, R. Schnaubelt), Springer Verlag Lecture Notes in Mathematics, 2004.
6. Тангенціальна гранична стабілізація рівнянь Нав'є-Стокса (разом з В. Барбу та Р. Тріджіані), Memoirs of AMS, том. 181, 2005.
7. Довготривала поведінка рівнянь другого порядку з нелінійним затуханням (разом з І. Чуешовим), Memoirs of AMS, Vol. 195, 2008.
8. Von Karman Evolutions (разом з І. Чуешовим), серія монографій, Springer Verlag, 2010.
9. SISSA Lecture Notes: Well-Posedness and Long-Time Behavior of Second-Order Evolutions with Critical Exponents, AMS Publishing, з'явиться.

Ірена написала та редагувала численні дослідницькі журнали та статті на додаток до вищевказаних книг.